# Bolko II le Petit
 (janvier 2017).
Si vous disposez d'ouvrages ou d'articles de référence ou si vous connaissez des sites web de qualité traitant du thème abordé ici, merci de compléter l'article en donnant les références utiles à sa vérifiabilité et en les liant à la section « Notes et références ».
Bolko II le Petit (en polonais Bolko II Mały), connu aussi sous le nom de Bolko II de Świdnica (Bolko II Świdnicki), né entre 1308 et 1312, possiblement en mai 1308, et décédé le 28 juillet 1368, est le dernier duc de Silésie de la dynastie des Piasts à avoir été indépendant. 
Il règne sur le duché de Świdnica (à partir de 1326), sur le duché de Jawor (à partir de 1346), sur la moitié du duché de Brzeg et d’Oława (à partir de 1358), sur le duché de Siewierz (à partir de 1359), sur la moitié du duché de Głogów et Ścinawa (à partir de 1361), sur la Lusace (à partir de 1364). 

## Biographie
Bolko II le Petit est le fils aîné de Bernard de Świdnica et de Cunégonde de Pologne, la fille de Ladislas Ier le Bref. À la mort de son père en 1326, il hérite du duché de Świdnica. Trop jeune pour régner, sa mère et ses deux oncles (Bolko II de Ziębice et Henri de Jawor) assurent la régence.

### Rapprochement avec la Pologne, la Hongrie et le Saint-Empire
Dès qu’il accède au pouvoir, il s’efforce d’assurer l’indépendance de son duché face à l’appétit de ses puissants voisins, notamment Jean de Luxembourg, le roi de Bohême. C’est en 1329 qu’a lieu la première épreuve de force entre les deux hommes. À la suite d'une action militaire et politique menée en Silésie par le roi de Bohême, seuls ses oncles et son beau-frère Przemko II de Głogów, refusent de rendre un hommage de vassalité à Jean de Luxembourg. Bolko II le Petit, ne se sentant pas encore assez fort, noue des alliances. Il se rend d’abord à la cour du roi Charles Robert de Hongrie pour chercher un appui. Ensuite, il se rend chez son grand-père Ladislas le Bref qui l’assure également de son soutien. En août 1329, il accompagne en Italie les partisans de Louis de Wittelsbach pour réclamer la couronne impériale pour celui-ci. Toutes ces démarches ont pour résultat la création d’une alliance entre les Wittelsbach et la Pologne, dirigée contre Jean de Luxembourg.

### Intervention de Jean de Luxembourg
Toute cette activité diplomatique n’a pas été suffisante pour protéger le duché de Świdnica. En 1331, la Bohême et les Teutoniques lancent une attaque conjointe contre Ladislas le Bref. Jean de Luxembourg, en route pour rejoindre les Teutoniques à Kalisz, s’arrête en Silésie pour mettre la pression sur le duc récalcitrant. Il assiège Niemcza, appartenant à Bolko II le Petit, avant de s’en emparer. Ensuite, il annexe à la Bohême la région de Głogów, que le duc Przemko avait laissé à sa veuve Constance, la sœur de Bolko. 

### Un isolement de plus en plus grand
En 1336, la position de Bolko II se fragilise. D’abord, son oncle Bolko II de Ziębice rend un hommage de vassalité à la Bohême, pour bénéficier en usufruit de la région de Kłodzko. Ensuite, Casimir III le Grand renonce momentanément à ses droits sur la Silésie. 

### Alliance avec la Pologne, la Hongrie et le Saint-Empire
Néanmoins, Bolko II continue à collaborer avec les rois de Pologne et de Hongrie, pour dissuader la Bohême de s’attaquer à lui. En 1338, pour renforcer sa position sur le plan international, il épouse Agnès, de la dynastie des Habsbourg, les rivaux de la Maison de Luxembourg. Les bonnes relations qu’il entretient avec la Pologne lui permettent d’ouvrir une route commerciale reliant son duché à la Galicie-Volhynie que vient de conquérir Casimir le Grand. Le 1er janvier 1345, grâce au rôle de médiateur joué par Bolko II le Petit, une alliance est officiellement conclue entre Bolko II, Louis IV du Saint-Empire, Casimir III de Pologne et Louis Ier de Hongrie.

### Guerre de Silésie (1345-1348)
L’alliance entre en action au printemps de la même année. Jean de Luxembourg décide d’en finir avec Bolko II le Petit. À Świdnica, Bolko réussit à résister au siège de l’armée tchèque. En effet, en mai 1345, les alliés lancent une attaque contre la Silésie, obligeant une grande partie des forces bohémiennes à quitter Świdnica pour faire face à l’agression. Louis IV du Saint-Empire quitte très vite l’alliance et signe une paix séparée avec la Bohême. La guerre se poursuit malgré les décès de Jean de Luxembourg (en 1346) et de Louis IV du Saint-Empire (en 1347). Un traité de paix est finalement conclu le 22 novembre 1348 à Namysłów. Pour des raisons qui nous sont inconnues, Bolko ne participe pas aux négociations de paix et ses intérêts sont défendus pas Casimir le Grand. Finalement, le 16 août 1350, un accord est signé entre Bolko et Charles IV de Luxembourg, le nouveau souverain du Saint-Empire et de Bohême, pour normaliser les relations entre les deux hommes.

### Rapprochement avecCharlesIV
À la suite de la paix de Namysłów, Bolko n’a plus de raison de mener une politique contre les Luxembourg. Le duc de Świdnica se rapproche progressivement de Charles IV tout en conservant de bonnes relations avec la Pologne et la Hongrie. N’ayant pas de fils, Bolko marie sa nièce Anne (la fille de Henri II de Świdnica) au fils de Charles IV le 13 décembre 1350. Il décide qu’après sa mort, le jeune couple héritera de toutes ses possessions. Malheureusement, le fils de Charles IV décède peu après son mariage. Charles IV ne se résigne pas à abandonner le duché de Świdnica. En 1353, après avoir obtenu l’accord de Bolko, il épouse la jeune veuve qui devient impératrice et reine de Bohême.

### L’expansion du duché de Świdnica
Bolko II tire de nombreux profits de ce rapprochement avec Charles IV et du développement économique de son duché (notamment de l’exploitation d’une mine d’or). Déjà en 1346, il avait hérité du duché de Jawor après la mort de son frère Henri. En 1358, il achète la moitié du duché appartenant à Wacław de Brzeg. En 1359, grâce à l’intervention de Charles IV, il obtient des places fortes situées sur la frontière entre la Bohême et la Silésie. La même année, il achète également le duché de Siewierz au duc de Cieszyn. La bonne entente avec l’empereur lui permet de régler le vieux contentieux de 1331. En 1360, Charles IV reconnaît que la veuve de Przemko et sœur de Bolko a un droit sur le duché de Głogów. Lorsque celle-ci décède en 1361, Charles IV offre en usufruit à Bolko la moitié du duché de Głogów et Ścinawa. Le 14 avril 1364, Bolko achète à Charles IV le droit de gouverner sur la Lusace. 

### Un grand d’Europe
Grâce à sa richesse et à toutes ses acquisitions, Bolko II devient un souverain influent et respecté dans le paysage politique européen de l’époque. Ainsi, en 1363, avec Casimir III, il intervient comme médiateur pour résoudre un conflit entre les rois de Hongrie et de Bohême. En 1364, il participe au congrès de Cracovie qui réunit cinq rois et neuf ducs et princes.

### Décès et succession
Bolko II le Petit meurt le 28 juillet 1368 et est inhumé  dans l'Abbaye de Grüssau (en polonais Krzeszów). Après la mort en 1392 de sa veuve Agnès de Habsbourg qui en avait reçu l'usufruit, le duché de Świdnica et de Jawor est incorporé au royaume de Bohême.  